# Švédský pohár 1980
Švédský pohár se konal od 16. do 23. 4. 1980 v Göteborgu. Utkání Finsko - SSSR se hrálo v Helsinkách. Zúčastnilo se pět reprezentačních mužstev, která se utkala jednokolovým systémem každý s každým.

## Výsledky a tabulka
|    |         | URS           | SWE     | TCH            | FIN    | CAN    | V | R | P | Skóre | B |
| 1. | SSSR    | Sovětský svaz | 7:2     | 2:1            | 6:3    | 4:1    | 4 | 0 | 0 | 19:7  | 8 |
| 2. | Švédsko | 2:7           | Švédsko | 4:3            | 4:6    | 6:2    | 2 | 0 | 2 | 16:18 | 4 |
| 3. | ČSSR    | 1:2           | 3:4     | Československo | 5:2    | 6:1    | 2 | 0 | 2 | 15:9  | 4 |
| 4. | Finsko  | 3:6           | 6:4     | 2:5            | Finsko | 4:4    | 1 | 1 | 2 | 15:19 | 3 |
| 5. | Kanada  | 1:4           | 2:6     | 1:6            | 4:4    | Kanada | 0 | 1 | 3 | 8:20  | 1 |

 Finsko -  SSSR 3:6 (1:5, 0:0, 2:1)
16. dubna 1980 - Helsinky

Branky Finska: 5. Timo Susi, 49. Ismo Villa, 52. Mikko Leinonen 

Branky SSSR: 1. Boris Michajlov, 2:1 12. Vladimir Krutov,  3:1 12. Sergej Makarov, 20. Nikolaj Drozděckij, 4:1 Sergej Makarov, 60. Vladimir Krutov.

Rozhodčí: Fransson (SWE)
SSSR: Vladislav Treťjak - Sergej Babinov, Vjačeslav Fetisov, Zinetula Biljaletdinov, Vasilij Pěrvuchin, Jurij Vožakov, Vladimír Lutčenko, Irek Gimajev, Sergej Starikov – Boris Michajlov, Valerij Charlamov, Vladimir Krutov – Sergej Makarov, Vladimir Golikov, Nikolaj Drozděckij - Jurij Lebeděv, Alexandr Malcev, Viktor Ťumeněv - Alexandr Skvorcov, Vladimir Kovin, Michail Varnakov.
Finsko: Jorma Valtonen – Timo Nummelin, Seppo Suoraniemi, Mikko Lehtonen, Raimo Hirvonen, Kari Eloranta, Lasse Litma, Reijo Ruotsalainen, Juka Huikkari - Arto Javanainen, Mikko Leinonen, Markku Kiimalainen - Juhani Tamminen, Martti Jarkko, Reijo Leppänen – Erkki Rinne, Markku Hakulinen, Ismo Villa – Jari Kurri, Hannu Koskinen, Timo Susi.
 Švédsko -  SSSR 2:7 (0:2, 0:2, 2:3)
18. dubna 1980 - Göteborg

Branky Švédska: 4:1 42. Dan Söderström, 52. Dan Labraaten. 

Branky SSSR: 13. Nikolaj Drozděckij, 19. Vladimir Golikov, 3:0 32. Nikolaj Drozděckij, 4:0 32. Vladimir Kovin, 5:1 42. Sergej Makarov, 45. Michail Varnakov, 56. Vladimir Golikov.

Rozhodčí: Vojtěch Okoličány (TCH) 
SSSR: Vladimir Myškin - Sergej Babinov, Vjačeslav Fetisov, Zinetula Biljaletdinov, Vasilij Pěrvuchin, Jurij Vožakov, Vladimír Lutčenko, Irek Gimajev, Sergej Starikov - Boris Michajlov, Valerij Charlamov, Vladimir Krutov - Sergej Makarov, Vladimir Golikov, Nikolaj Drozděckij - Jurij Lebeděv, Alexandr Malcev, Viktor Ťumeněv - Alexandr Skvorcov, Vladimir Kovin, Michail Varnakov.
Švédsko: Pelle Lindbergh – Ulf Weinstock, Mats Waltin, Thomas Jonsson, Jan Eriksson, Tommy Samuelsson, Goran Nilsson, Thomas Eriksson - Roger Lindström, Dan Söderström, Dan Labraaten – Conny Silfverberg, Lars Mohlin, Jörgen Pettersson – Anders Håkansson, Tomas Wallin, Hans Edlund - Lennart Norberg, Leif Holmgren, Bengt-Åke Gustafsson.
 Československo -  Kanada 6:1 (2:1, 1:0, 3:0)
19. dubna 1980 - Göteborg

Branky a nahrávky Československa: 8:20 Miroslav Fryčer (Ladislav Svozil), 17:00 Ladislav Svozil (Miroslav Fryčer), 32:01 Peter Šťastný (Lubomír Pěnička), 45:53 Anton Šťastný (Peter Šťastný, Lubomír Pěnička), 52:20 Dárius Rusnák, 56:43 Jan Neliba.

Branky a nahrávky Kanady: 13:30 Kevin Primeau (Don Spring).

Rozhodčí: Jurij Karandin (URS) – Arfwidsson (SWE), Forsberg (SWE)

Vyloučení: 7:6 (využití 2:1)
ČSSR: Jiří Králík – Arnold Kadlec, Radoslav Svoboda, František Joun, Miroslav Dvořák, Stanislav Hajdušek, Jan Neliba, Jaroslav Lyčka – Lubomír Pěnička, Peter Šťastný, Anton Šťastný – Jiří Lála, Milan Nový, Jaroslav Pouzar – Miroslav Fryčer, Ladislav Svozil, Karel Holý – Jindřich Kokrment, Dárius Rusnák, Marián Bezák.
Kanada: Ron Patterson – Tim Watters, Don Spring, Randy Gregg, Warren Anderson, Joe Grant, Shane Pearsall – Glenn Anderson, Ron Davidson, Jim Nill – Gary Farelli, Kevin Maxwell, Ken Berry – Kevin Primeau, John Devaney, Stelio Zupancich – Paul MacLean, Roger Lamoureaux, Doug Buchanan.
 SSSR -  Kanada 4:1 (2:1, 2:0, 0:0)
20. dubna 1980 - Göteborg

Branky SSSR: 3. Boris Michajlov, 11. Alexandr Skvorcov, 22. Sergej Babinov, 33. Valerij Charlamov. 

Branky Kanady: 16. John Devaney.

Rozhodčí: Dag Olsson (SWE)
SSSR: Vladimir Myškin - Sergej Babinov, Vjačeslav Fetisov, Zinetula Biljaletdinov, Vasilij Pěrvuchin, Jurij Vožakov, Vladimír Lutčenko, Irek Gimajev, Sergej Starikov - Boris Michajlov, Valerij Charlamov, Vladimir Krutov - Sergej Makarov, Vladimir Golikov, Nikolaj Drozděckij - Jurij Lebeděv, Alexandr Malcev, Viktor Ťumeněv - Alexandr Skvorcov, Vladimir Kovin, Michail Varnakov.
Kanada: Ron Patterson – Tim Watters, Don Spring, Randy Gregg, Warren Anderson, Joe Grant, Shane Pearsall, Brad Pirie - Glenn Anderson, Ron Davidson, Jim Nill – Gary Farelli, Kevin Maxwell, Ken Berry – Kevin Primeau, John Devaney, Stelio Zupancich – Paul MacLean, Roger Lamoureaux, Doug Buchanan - Dan D'Alvise, David Hindmarch.
 Švédsko -  Finsko 4:6 (0:1, 3:2, 1:3)
20. dubna 1980 - Göteborg

Branky Švédska: 23. Ulf Weinstock, 3:2 Thomas Eriksson, 42. Dan Söderström, 28. Dan Labraaten

Branky Finska: 7. Juhani Tamminen, 22. Seppo Suoraniemi, 39. Hannu Koskinen, 41. Arto Javanainen, 56. Erkki Rinne, 60. Juhani Tamminen, 

Rozhodčí: Bengtsson - Helhage, Johansson (SWE)
Finsko: Jorma Valtonen – Timo Nummelin, Seppo Suoraniemi, Mikko Lehtonen, Raimo Hirvonen, Kari Eloranta, Lasse Litma, Reijo Ruotsalainen - Arto Javanainen, Mikko Leinonen, Markku Kiimalainen - Juhani Tamminen, Martti Jarkko, Reijo Leppänen – Erkki Rinne, Markku Hakulinen, Ismo Villa – Jari Kurri, Hannu Koskinen, Timo Susi.
Švédsko: Reino Sundberg – Ulf Weinstock, Mats Waltin, Thomas Jonsson, Jan Eriksson, Tommy Samuelsson, Goran Nilsson, Thomas Eriksson -
Roger Lindström, Dan Söderström, Dan Labraaten – Mats Näslund, Lars Mohlin, Jörgen Pettersson – Anders Håkansson, Tomas Wallin, Hans Edlund - Lennart Norberg, Leif Holmgren, Bengt-Åke Gustafsson, Conny Silfverberg, 
 SSSR -  Československo 2:1 (0:0, 1:1, 1:0)
21. dubna 1980 - Göteborg

Branky a nahrávky SSSR: 39:48 Sergej Babinov (Valerij Charlamov), 46:08 Nikolaj Drozděckij (Vladimir Golikov).

Branky a nahrávky Československa: 31:45 Jiří Lála (Miroslav Dvořák).

Rozhodčí: Dag Olsson (SWE) – Jan Wiking (SWE), Hellström (SWE)

Vyloučení: 5:5 (využití 1:0)
ČSSR: Miroslav Krása – Jan Neliba, František Joun, Miroslav Dvořák, Stanislav Hajdušek, Jaroslav Lyčka, Arnold Kadlec, Radoslav Svoboda – Lubomír Pěnička, Peter Šťastný, Anton Šťastný – Jiří Lála, Milan Nový, Jaroslav Pouzar – Miroslav Fryčer, Ladislav Svozil, Karel Holý – Jindřich Kokrment, Dárius Rusnák, Marián Bezák.
SSSR: Vladimir Myškin – Sergej Babinov, Vladimír Lutčenko, Vjačeslav Fetisov, Zinetula Biljaletdinov, Vasilij Pěrvuchin, Irek Gimajev, Jurij Vožakov, Sergej Starikov – Boris Michajlov, Valerij Charlamov, Vladimir Krutov – Sergej Makarov, Vladimir Golikov, Alexandr Malcev – Jurij Lebeděv, Nikolaj Drozděckij, Viktor Ťumeněv – Alexandr Skvorcov, Vladimir Kovin, Michail Varnakov.
 Československo -  Finsko 5:2 (1:1, 2:1, 2:0)
22. dubna 1980 - Göteborg

Branky a nahrávky Československa: 14:19 Jiří Lála (Jaroslav Pouzar), 20:29 Anton Šťastný (Lubomír Pěnička, Peter Šťastný), 39:45 Peter Šťastný (Stanislav Hajdušek), 53:40 Jindřich Kokrment (Dárius Rusnák), 58:41 Dárius Rusnák (Jindřich Kokrment).

Branky a nahrávky Finsko: 14:52 Jari Kurri (Timo Susi), 29:27 Erkki Rinne (Timo Nummelin).

Rozhodčí: Jurij Karandin (URS) – Arfwidsson (SWE), Wallström (SWE)

Vyloučení: 11:11 (využití 1:0)
ČSSR: Jiří Králík – František Kaberle, Jan Neliba, František Joun, Miroslav Dvořák, Arnold Kadlec, Radoslav Svoboda, Stanislav Hajdušek, Jaroslav Lyčka – Lubomír Pěnička, Peter Šťastný, Anton Šťastný – Jiří Lála, Milan Nový, Jaroslav Pouzar – Miroslav Fryčer, Ladislav Svozil, Karel Holý – Jindřich Kokrment, Dárius Rusnák, Marián Bezák.
Finsko: Ari Hellgren – Timo Nummelin, Seppo Suoraniemi, Mikko Lehtonen, Raimo Hirvonen, Kari Eloranta, Lasse Litma – Arto Javanainen, Mikko Leinonen, Markku Kiimalainen – Juhani Tamminen, Reijo Ruotsalainen, Reijo Leppänen – Markku Hakulinen, Erkki Rinne, Ismo Villa – Jari Kurri, Hannu Koskinen, Timo Susi.
 Švédsko -  Kanada 6:2 (2:1, 2:0, 2:1)
22. dubna 1980 - Göteborg

Branky Švédska: 6. Ulf Weinstock, 7. Dan Labraaten, 23. Dan Söderström, 4:1 Willy Lindström, 56. Conny Silfverberg, 57. Lennart Norberg. 

Branky Kanady: 17. Jim Nill, 54. Paul MacLean.

Rozhodčí: Vojtěch Okoličány (TCH) 
Švédsko: Pelle Lindbergh – Ulf Weinstock, Mats Waltin, Thomas Jonsson, Jan Eriksson, Tommy Samuelsson, Goran Nilsson, Conny Silfverberg, Thomas Eriksson -
Roger Lindström, Dan Söderström, Dan Labraaten –  Lars Mohlin, Jörgen Pettersson – Anders Håkansson, Tomas Wallin, Hans Edlund - Lennart Norberg, Leif Holmgren, Bengt-Åke Gustafsson - Mats Naslund.
Kanada: Wayne Stephenson – Tim Watters, Don Spring, Randy Gregg, Warren Anderson, Joe Grant, Shane Pearsall, Brad Pirie - Glenn Anderson, Ron Davidson, Jim Nill – David Hindmarch, Kevin Maxwell, Ken Berry – Kevin Primeau, John Devaney, Stelio Zupancich – Roger Lamoureaux, Paul MacLean, Doug Buchanan, Dan D'Alvise.
 Finsko -  Kanada 4:4 (2:0, 1:3, 1:1)
23. dubna 1980 - Göteborg

Branky Finska: 2. Ismo Villa, 10. Martti Jarkko, 27. Markku Hakulinen, 58. Lasse Litma. 

Branky Kanady: 24. Gary Farelli, 33. John Devaney, 39. Kevin Maxwell, 60. Randy Gregg.

Rozhodčí: Nilsson (SWE) - Bengtsson (SWE), Johansson (SWE)
Finsko: Jorma Valtonen – Timo Nummelin, Seppo Suoraniemi, Mikko Lehtonen, Raimo Hirvonen, Kari Eloranta, Lasse Litma, Reijo Ruotsalainen - Arto Javanainen, Mikko Leinonen, Markku Kiimalainen - Juhani Tamminen, Martti Jarkko, Reijo Leppänen – Erkki Rinne, Markku Hakulinen, Ismo Villa - Hannu Koskinen, Timo Susi.
Kanada: Jerry Farwell - Tim Watters, Brad Pirie, Randy Gregg, Warren Anderson, Joe Grant, Shane Pearsall - Glenn Anderson, Ron Davidson, Jim Nill – Gary Farelli, Kevin Maxwell, Ken Berry – Dan D'Alvise, John Devaney, Stelio Zupancich – David Hindmarch, Paul MacLean, Doug Buchanan - Roger Lamoureaux.
 Švédsko -  Československo 4:3 (1:0, 2:3, 1:0)
24. dubna 1980 - Göteborg

Branky a nahrávky Švédska: 18:16 Hans Edlund (Göran Nilsson, Jörgen Pettersson), 37:01 Dan Söderström (Mats Waltin), 39:48 Ulf Weinstock (Leif Holmgren, Jörgen Pettersson), 46:52 Anders Håkansson.

Branky a nahrávky Československa: 28:00 Lubomír Pěnička (Peter Šťastný, Anton Šťastný), 31:15 Anton Šťastný (Peter Šťastný), 31:55 Miroslav Dvořák (Jaroslav Pouzar).

Rozhodčí: Jurij Karandin (URS) – Wallström (SWE), Arfwidsson (SWE)

Vyloučení: 7:4 (využití 0:2) navíc Peter Šťastný do konce utkání.
ČSSR: Miroslav Krása – František Kaberle, Jan Neliba, František Joun, Miroslav Dvořák, Arnold Kadlec, Radoslav Svoboda, Stanislav Hajdušek, Jaroslav Lyčka – Lubomír Pěnička, Peter Šťastný, Anton Šťastný – Jiří Lála, Milan Nový, Jaroslav Pouzar – Miroslav Fryčer, Ladislav Svozil, Karel Holý – Jindřich Kokrment, Dárius Rusnák, Marián Bezák.
Švédsko: Pelle Lindbergh – Ulf Weinstock, Mats Waltin, Tomas Jonsson, Jan Eriksson, Tommy Samuelsson, Thomas Eriksson, Conny Silfverberg – Dan Söderström, Roger Lindström, Dan Labraaten – Tomas Wallin, Lars Mohlin, Jörgen Pettersson – Anders Håkansson, Lennart Norberg, Hans Edlund - Göran Nilsson, Leif Holmgren, Tore Ökvist.

## Statistiky

### Nejlepší hráči
| Pozice  | Hráč               |
| ------- | ------------------ |
| Brankář | Miroslav Krása     |
| Obránce | Reijo Ruotsalainen |
| Útočník | Sergej Makarov     |

### Kanadské bodování
| Poř. | Kanadské bodování  | Branky | Přihrávky | Body |
| ---- | ------------------ | ------ | --------- | ---- |
| 1.   | Nikolaj Drozděckij | 4      | 4         | 8    |